# Гаутам, Ями
Ями Гаутам (хинди यामी गौतम, англ. Yami Gautam, род. 28 ноября 1988, Биласпур, Индия) — индийская актриса и модель.

## Биография
Ями родилась в Биласпуре, в семье представителей народа химачали. Её отец Мукеш Гаутам — известный режиссёр фильмов на панджаби. У Ями есть сестра Сурилли, также актриса.
В возрасте 12 лет она вместе с семьёй переехала в Мумбаи.
Её карьера началась с мыльных опер Chand Ke Paar Chalo и Yeh Pyar Na Hoga Kam, благодаря которым она стала популярна как телеактриса.
В 2009 году состоялся её кинодебют в фильме на каннада Ullasa Utsaha, где она сыграла в паре с известным в штате актёром Ганешем.
В 2012 году актриса дебютировала в Болливуде в фильме «Донор Вики», где её партнёром стал ещё один дебютант Аюшманн Кхуррана. Её героиня Ашима Рой — девушка из Западной Бенгалии, которая влюбилась в главного героя. Фильм имел коммерческий успех и принёс ей похвалы критиков за сыгранную роль.
В 2017 году она снялась в фильме Kaabil вместе с Ритиком Рошаном, исполнив роль жены главного героя, которая также слепа как и он. Фильм имел коммерческий успех и положительную оценку. В том же году с её участием вышел фильм «Саркар 3», который провалился в прокате.
Сейчас Ями снимается в фильме Batti Gul Meter Chalu, в котором она заменила Илеану Д'Круз.

## Личная жизнь
4 июня 2021 года вышла замуж за писателя и режиссёра Адитья Дхара.

## Фильмография
| Год  |   | Русское название | Оригинальное название                 | Роль                  |
| ---- | - | ---------------- | ------------------------------------- | --------------------- |
| 2008 | с |                  | Chand Ke Paar Chalo                   | Сана                  |
| 2008 | с |                  | Raajkumar Aaryyan                     | раджкумари Бхаирви    |
| 2009 | с |                  | Yeh Pyar Na Hoga Kam                  | Лехер Матхур Ваджпайи |
| 2009 | ф |                  | Ullasa Utsaha (канн.)                 | Махалакшми            |
| 2011 | ф |                  | Ek Noor (пандж.)                      | Рабина                |
| 2011 | ф |                  | Nuvvila (тел.)                        | Арчана                |
| 2012 | ф | Донор Вики       | Vicky Donor                           | Ашима Рой             |
| 2012 | ф |                  | Hero (малаял.)                        | Гаури Менон           |
| 2013 | ф |                  | Gouravam (там.) (тел.)                | Ямини                 |
| 2013 | ф |                  | Yuddham (тел.)                        | Мадхумита             |
| 2014 | ф | Полный хаос      | Total Siyappa                         | Аша                   |
| 2014 | ф | Тёмная лошадка   | Action Jackson                        | Ануша                 |
| 2015 | ф | Город мести      | Badlapur                              | Миша Верма            |
| 2015 | ф |                  | Courier Boy Kalyan (тел.)             | Кавья                 |
| 2016 | ф |                  | Sanam Re                              | Шрути                 |
| 2016 | ф |                  | Junooniyat                            | Сухани Капур          |
| 2016 | ф |                  | Tamilselvanum Thaniyar Anjalum (там.) | Кавья                 |
| 2017 | ф |                  | Kaabil                                | Суприя Бхатнагар      |
| 2017 | ф | Саркар 3         | Sarkar 3                              | Анну Каркаре          |
| 2018 | ф |                  | Batti Gul Meter Chale                 | Gulnaar Rizvi         |
| 2019 | ф |                  | Uri: The Surgical Strike              |                       |